# Bioquerosene
Bioquerosene é um combustível renovável formado por uma mistura de hidrocarbonetos, tanto lineares quanto cíclicos, com uma composição semelhante à do querosene de origem fóssil.

## Produção
A matéria-prima do bioquerosene são óleos vegetais ricos em ácidos graxos de cadeia curta. Após um processo de transesterificação, obtem-se uma mistura de ésteres e glicerina. Os ésteres mais pesados são separados e, depois de uma reação de descarbonilação, formam uma mistura de hidrocarbonetos e hidrocarbonetos oxigenados. 
O composto oxigenado é submetido então a uma etapa de hidrogenação, que gera bioquerosene ou biogasolina.

## Uso

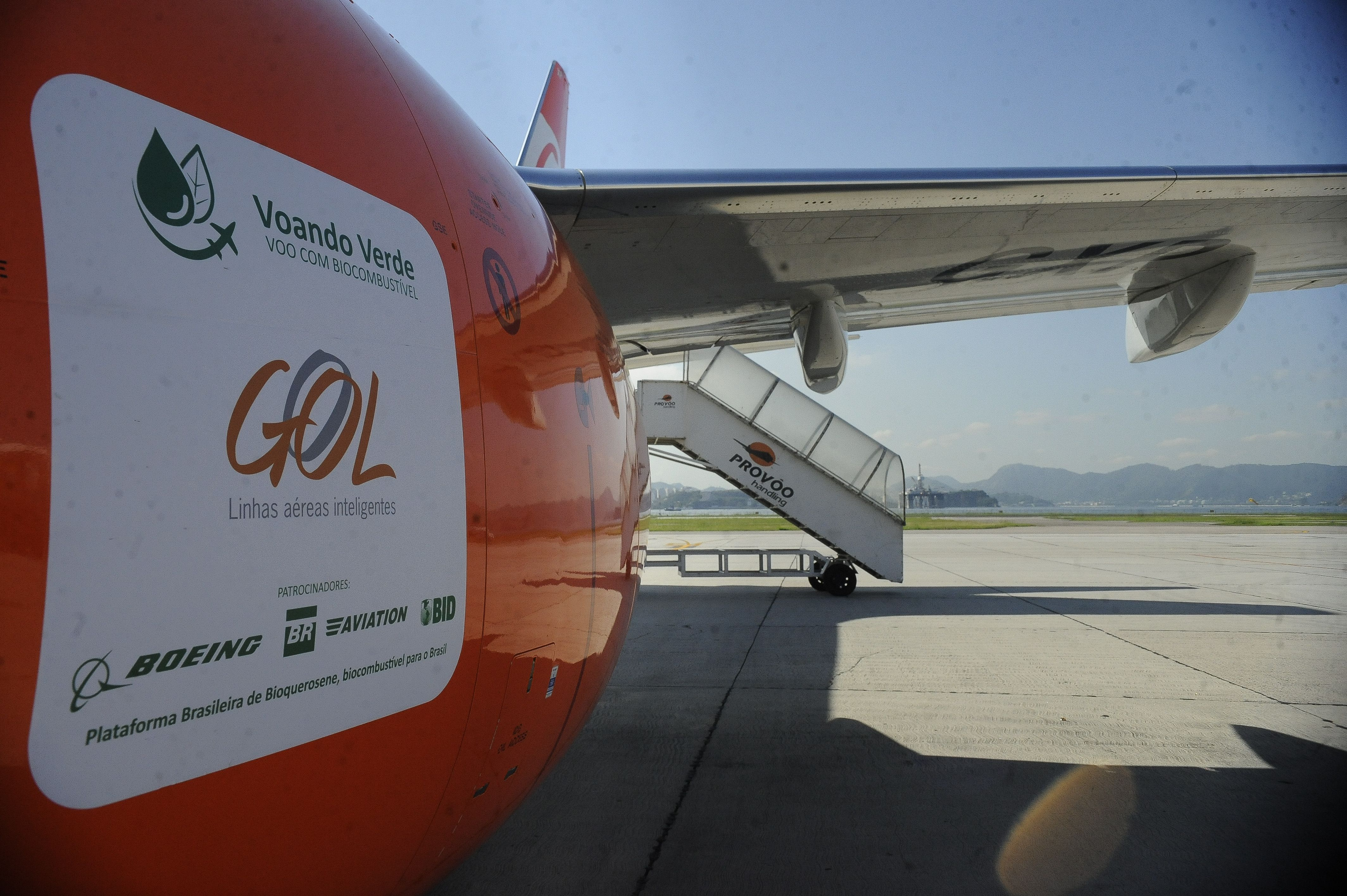
Avião abastecido com bioquerosene adicionado ao querosene fóssil (Tânia Rêgo/Agência Brasil)

Em 2014, um avião da GOL decolou do aeroporto Santos-Dumont, no Rio de Janeiro, rumo a Brasília, usando como combustível um blend de querosene de aviação com 4% de bioquerosene. Foi o primeiro de uma série de 200 voos programados para testar a utilização do biocombustível para a aviação.